# SG Olympia 1896 Leipzig
Die SG Olympia 1896 Leipzig ist eine deutsche Sportgemeinschaft aus Leipzig-Gohlis, in der neben Fußball die Sportarten Kegeln, Volleyball, Kampfsport und Leichtathletik ausgeübt werden. Heimstätte der Fußballabteilung ist der Sportplatz Mühlwiese. „Olympia Leipzig“ gehört zu den Gründungsvereinen des DFB.

## Abteilung Fußball

Historisches Logo von Olympia-Germania Leipzig

Die SG Olympia 1896 Leipzig e. V. wurde im Jahr 1896 unter der Bezeichnung BV Olympia Leipzig gegründet. 1903 gingen Teile des FC Lipsia 1893 Leipzig im Verein auf. Auf sportlicher Ebene agierte der BV Olympia in der Meisterschaft des Verbandes Mitteldeutscher Ballspiel-Vereine, in der hinter dem VfB Leipzig im Gau Leipzig/Nordwestsachsen in der Spielzeit 1909/10 die Vizemeisterschaft erreicht wurde.
Während des Ersten Weltkrieges bildete der Verein eine Kriegssportgemeinschaft mit dem Leipziger BC und trat bis 1918 als SG LBC Olympia 1896 auf. Bis 1938 folgten weitere Umbenennungen in BV Olympia-Germania (Anschluss vom SV Germania Leipzig) sowie VfL Olympia 96. Mit den großen Leipziger Clubs des VfB Leipzig, Wacker Leipzig oder der SpVgg 1899 Leipzig konnte die Olympia nicht mehr mithalten, etwaige Teilnahmen an der Gauliga Sachsen fanden nicht statt. Der Verein spielte von 1933 bis 1938 in der zweitklassigen Fußball-Bezirksklasse Leipzig. Nach dem Zweiten Weltkrieg wurde der Verein wie alle Sportvereine in Deutschland auf Befehl der Besatzer aufgelöst.
Im Oktober 1950 wurde die BSG Lokomotive Leipzig-Nord gegründet. Zeitgleich wurde der Verein SG Leipzig Mitte aufgelöst und dessen gesamte Fußballabteilung samt Spielrecht und Fußballplatz an die neugegründete BSG Lokomotive Leipzig-Nord übertragen. Die BSG Lokomotive Leipzig-Nord hatte aber absolut nichts mit dem 1945 aufgelösten Verein VfL Olympia 96 zu tun – weder von der Historie, noch von der Tradition oder vom Stadtteil. Im Jahre 1951 wurde die 1949 gegründete BSG Fahrzeugbau Leipzig der BSG Lokomotive Nord angegliedert. Im Jahre 1953 zog der Verein vom ehemaligen Sportplatz der SG Mitte am Scherbelberg auf den neu errichteten Sportplatz auf der Mühlwiese ins Rosenthal um. Im Jahre 1961 fusionierte die BSG Lokomotive Nord mit der BSG Motor Gohlis zur BSG Motor Nord. Nur über diese Fusion kann man über den Fusionspartner BSG Motor Gohlis eine historische Nachfolgerschaft zum VfL Olympia 96 herstellen. Denn Vorgänger der BSG Motor Gohlis war die SG Gohlis-Süd, die nach dem Zweiten Weltkrieg sowohl den Platz als auch einige ehemalige Spieler vom aufgelösten VfL Olympia 96 übernahm. Im DDR-Fußball spielte die BSG Motor Nord keine Rolle im höherklassigen Fußball; eventuelle Spielzeiten in der Bezirksliga Leipzig fanden nicht statt. Nach der Wende spielten die Leipziger als SV Motor Leipzig-Nord. 1999 trat der VfL 1977 Leipzig bei. Seit dem Jahr 2005 spielt man unter dem Namen „SG Olympia 1896 Leipzig e. V.“.
Seit der Saison 2017/2018 spielt die 1. Herren des Vereins in der Stadtliga des Fußballverbandes der Stadt Leipzig. Die zweite Herren ist in der Saison 2018/2019 als Meister der Kreisklasse in die unter der Stadtliga spielende Stadtklasse aufgestiegen. In der Saison 2019/2020, die im Frühjahr 2020 aufgrund der Covid-19-Pandemie abgebrochen wurde, agierten beide Teams im Mittelfeld der jeweiligen Liga. In der Vorbereitung auf die Saison 2020/2021 empfing die 1. Herren den Regionalligisten vom 1. FC Lokomotive Leipzig. Die rund 400 Zuschauer sahen einen 11:0-Sieg des deutlich höherklassig spielenden Teams aus Probstheida. Dieses Freundschaftsspiel war dabei eines der ersten Fußballspiele in Deutschland, das nach dem Lockdown der Covid-19-Pandemie und den damit einhergehenden Zuschauerverboten unter Einhaltung strikter Hygieneregeln wieder Zuschauer in dieser Größenordnung zulassen durfte.
Der Jugendbereich der SG Olympia 1896 Leipzig e. V. arbeitet seit vielen Jahren sehr erfolgreich im überregionalen Fußball Mitteldeutschlands. In der Saison 2020/2021 spielen die Großfeldmannschaften des Vereins in den jeweiligen Landesklassen Sachsens (U19, U17 I und U15 II) sowie mit der U15 I erstmals in der Vereinsgeschichte in der Landesliga des Sächsischen Fußballverbandes (SFV).

## Statistik
- Vizemeisterschaft im Gau Leipzig/Nordwestsachsen: 1912/13